# أنجيراوند (زرين أردكان)
أنجیراوند (بالفارسية: انجیراوند) هي قرية تقع في إيران في Zarrin Rural District. يقدر عدد سكانها بـ 100 نسمة بحسب إحصاء 2016.